# Кохистани, Абдул Сабур Фарид
Абдул Сабур Фарид Кохистани (пушту سناتور استاد عبدالصبورفرید‎; 1952, Афганистан — 2 мая 2007, Кабул) — афганский политический деятель. С 6 июля по 15 августа 1992 года занимал пост премьер-министра Афганистана. Первый премьер-министр Исламского Государства Афганистан после ликвидации Республики Афганистан.
Кохистани занимал пост премьер-министра во время гражданской войны в стране между враждующими группировками после вывода советских войск. был членом радикальной исламистской партии «Исламская партия Афганистана» во главе с Гулбеддином Хекматияром, стоявшей на её антизападных позициях против правительства президента Хамида Карзая.
В последние годы жизни был членом сената афганского парламента от провинции Каписа, расположенной на северо-востоке страны. 2 мая 2007 года был застрелен неизвестным возле своего дома в Кабуле, когда шел на молитву в мечеть. Мотивы преступления неизвестны.